# Rock a Doodle
Rock a Doodle (Alternativtitel: Rock-a-Doodle – Ein Hahn erobert die Stadt, Rock a Doodle – Jeden Morgen geht die Sonne auf) ist ein Don-Bluth-Film von 1991. Dieser Film verbindet Elemente von Real- und Zeichentrickfilm.

## Handlung
In der Geschichte geht es um einen Hahn namens Chanticleer, der unter dem Spitznamen Sir Rock auf einer Farm für Sonnenschein sorgt, da diese angeblich erst durch sein Krähen aufgeht. Als er eines Morgens jedoch daran gehindert wird und die Sonne trotzdem aufgeht, denken alle, er sei ein Betrüger, und vertreiben ihn von der Farm. In dem Moment aber wird es dunkel und beginnt in Strömen zu regnen.
Der kleine Junge Edmond, der dies in einem Kinderbuch liest, glaubt, dass es aus diesem Grund bei ihm zuhause so heftig regnet, und ruft laut Sir Rocks Namen zum Fenster raus. Damit ruft er aber den Großfürsten, einen bösen Uhu, der der Grund für Sir Rocks Unglück ist. Er verwandelt Edmond in eine Katze und versetzt ihn in die Welt seines Buches, wo er all dessen Freunde trifft. Zusammen mit Patou, dem Hund, Peepers, der Maus, und Snipes, der Elster, reist Edmond in die Stadt, um Sir Rock zu rufen. Der Großfürst schickt seinen ungeschickten Neffen Hunch hinterher, um dies zu verhindern. Sir Rock ist in der Stadt unter dem Namen „der King“ ein gefeierter Rockstar. Sein Manager, der heimtückische Fuchs Pinky, der auch im Dienste des Großfürsten steht, beauftragt den Goldfasan Goldie, Sir Rock zu umgarnen, damit er seine Freunde vergisst.
Die Freunde schaffen es dann aber doch, Sir Rock auf die durch den Regen inzwischen fast überschwemmte Farm zurückzubringen. Leider glaubt Sir Rock nicht daran, dass er alles wiedergutmachen kann, was der Großfürst ausnutzt, um ihn durch Beleidigungen und Zauberkunststücke zu provozieren. Seine Freunde jedoch feuern ihn an, sodass der Großfürst sich vor Wut in seinen Zauberatem hüllt und zu einem gigantischen Wirbelsturm heranwächst. Schließlich siegt doch Sir Rocks Ehrgeiz und er kräht die Sonne herbei, bei deren Anblick der Großfürst auf die Größe eines Käfers zusammenschrumpelt. Dies nutzt Hunch auch gleich aus, um sich an seinem Onkel für frühere ungerechte Behandlungen zu rächen. Edmond, nun wieder in seiner menschlichen Gestalt, erwacht in seinem Bett und stellt fest, dass der Regen aufgehört hat.

## Entstehung
Der Film basiert, locker adaptiert, auf der Komödie Chantecler, einer Tierfabel, die Edmond Rostand 1910 schrieb. Rostand war vor allem durch sein romantisch-komödiantisches Versdrama Cyrano de Bergerac (1897) bekannt geworden. Wohl als Reminiszenz an Rostand trägt einer der Protagonisten des Filmes, der kleine Junge, seinen Vornamen Edmond. Sir Rock ist in Kleidung und Namen „King“ an Elvis Presley, den King of Rock ’n’ Roll angelehnt.

## Erfolg
In den USA spielte der Film 11,7 Millionen Dollar ein.

## Synchronisation
| Rolle                   | englischer Sprecher   | deutscher Sprecher     |
| ----------------------- | --------------------- | ---------------------- |
| Sir Rock (Chanticleer)  | Glen Campbell         | Ekkehardt Belle        |
| Goldie, der Fasan       | Ellen Greene          | Philine Peters-Arnolds |
| Der Großfürst der Eulen | Christopher Plummer   | Alf Marholm            |
| Edmond                  | Toby Scott Ganger     | Robin Cresswell        |
| Patou, der Hund         | Phil Harris           | Hartmut Neugebauer     |
| Peepers, die Maus       | Sandy Duncan          | Sabine Bohlmann        |
| Snipes, die Elster      | Eddie Deezen          | Horst Raspe            |
| Stuey, das Schwein      | Will Ryan             | Michael Habeck         |
| Hunch, der Kauz         | Charles Nelson Reilly | Pierre Peters-Arnolds  |
| Pinky, der Fuchs        | Sorrell Booke         | Wolfgang Hess          |